# 自治区党委书记
自治区党委书记，是中国共产党在少数民族自治区党委的首要领导人，其级别待遇与省委书记相同，对于任职者没有民族限制（通常为汉族人士）。在称谓上，如中国共产党某自治区党委书记，一般简称“某自治区党委书记”或在该自治区本地简称为“自治区党委书记”。

## 综述
在中国，中国共产党区委书记是少数民族自治区共产党的第一位领导人。（文化大革命期间党政合一时期是革命委员会主任兼任），完全的说法是：中国共产党某某自治区委员会书记。如中国共产党新疆维吾尔自治区委员会书记。此前，有一段时间，称区委第一书记，那时区委书记不是一号人物。那时区委员会的领导人，依序为：第一书记，第二书记（有时还有第三书记），书记（可能有若干个），副书记（若干人）。一个自治区的主席现在均为该自治区中国共产党的委员会的排在第一位的副书记。主席是自治区政府的一号人物，负责区内行政的日常工作，区委书记则负责党内工作。宪法规定少数民族自治区主席由少数民族人士出任，但关于区委书记党章没有相应规定，现时均为汉族人士出任。

## 列表
现时中国共设5个少数民族自治区，对应的党委书记为
- 新疆维吾尔自治区：陈小江
- 内蒙古自治区：孙绍骋
- 宁夏回族自治区：李邑飞
- 广西壮族自治区：陈刚
- 西藏自治区：王君正

## 内蒙古、宁夏、广西
内蒙古、宁夏、广西三个少数民族自治区实际汉族人口占一半以上，远超过少数民族人口。这三个自治区通常党委书记和各省省委书记一样，均兼任自治区人大常委会主任。

## 新疆
新疆实施区域自治的是维吾尔族，人口与当地汉族人口相当。由于新疆是中国面积最大的省级行政区，区内又有两个全国独有的副省级单位新疆生产建设兵团和伊犁哈萨克自治州，区委书记一职较重要。因此，新疆历任自治区党委书记不兼任自治区人大常委会主任，但却同时兼任新疆生产建设兵团第一书记。自2002年始，历任新疆自治区党委书记均会当选为中央政治局委员。

## 西藏
西藏实施区域自治的是藏族，是中国唯一一个汉族人口占绝对少数的地区，因此西藏党委书记一职也十分特殊。自胡锦涛开始党委书记任期结束后大多都会受到重用升任副国级成为党和国家领导人（吴英杰除外），亦不兼任自治区人大常委会主任。